# Gallowaya crowellii
Gallowaya crowellii är en svampart som först beskrevs av George Baker Cummins, och fick sitt nu gällande namn av Thirum. 1950. Gallowaya crowellii ingår i släktet Gallowaya och familjen Coleosporiaceae.   Inga underarter finns listade i Catalogue of Life.